# Agência Senado (Brasil)
La Agencia Senado (en portugués Agência Senado) es una agencia de noticias del Senado Federal brasileño. Es responsable de la producción de las noticias relacionadas con el trabajo del Poder Legislativo, especialmente del Senado Federal y de los senadores brasileños.
Fue creada en 1995, siendo el primer vehículo en ser creado dentro de la propuesta de implantar un sistema de comunicación de masas administrado por el propio Senado, con el objetivo de dar mayor transparencia a la actividad parlamentaria y ofrecer mayor interactividad con la sociedad. Además de proveer de noticias al Jornal do Senado, sobre todas las actividades de los parlamentarios en el Senado Federal, la Agencia Senado de Noticias pone a disposición toda su producción para otras agencias noticiosas, públicas y privadas. Todo el material producido por la Agencia Senado, incluyendo texto, imágenes y multimedia, puede ser copiado y distribuido libremente, siempre que se cite la fuente.